# Cynortas
Dans la mythologie grecque, Cynortas (en grec ancien Κυνόρτας / Kunórtas) est un roi de Laconie, fils d'Amyclas fils de Lacédémon et de Diomédé fille de Lapithès, frère de Hyacinthe et d'Argalos, auquel il succéda sur le trône. Il est donné tantôt pour le père d'Œbale, tantôt pour celui de Périérès. On montrait son tombeau à Sparte.